# Filmskatten
|  | Denne artikel er oprettet af botten PalnaBot ud fra en ekstern database. Den kan derfor have sproglige fejl eller mangler. Denne skabelon kan fjernes efter kontrol af indholdet. |

Filmskatten er en film instrueret af Geert Sander, Per Fly, Troels Linde, Vibeke Vogel.

## Handling
»Filmskatten« er et interaktivt filmeventyr for børn. I en dampdrevet, labyrintisk fantasibiograf skal man hjælpe filmens gode fe med at finde film at vise. Den umulige altmuligmand gør sit bedste for at narre de film, man finder, fra én med sine gåder. »Filmskatten« er filmundervisning på mediets egne præmisser. Gennem deres oplevelser i den filmiske og visuelt spændende verden tilegner børnene sig en nuanceret viden om film.